# Viktor Arnarsson
Viktor Bjarki Arnarsson (Reykjavik, 22 januari 1983) is een IJslands voormalig voetballer.

## Carrière
Viktor Arnarsson speelde tot 1999 in de jeugd van Víkingur Reykjavík, waarna hij op zestienjarige leeftijd naar FC Utrecht vertrok. Hij kwam nooit in actie voor Utrecht, en in 2002 vertrok hij naar TOP Oss. Hij debuteerde voor TOP Oss op 18 februari 2003, in de met 2-2 gelijkgespeelde uitwedstrijd tegen Go Ahead Eagles. Hij speelde anderhalf seizoen voor Oss, waarna hij terugkeerde naar Víkingur Reykjavík. Met Víkingur degradeerde hij uit de Úrvalsdeild, waarna hij een seizoen aan Fylkir werd verhuurd. In 2007 vertrok hij naar het Noorse Lillestrøm SK, waar hij niet in actie kwam en zodoende verhuurd werd aan KR Reykjavík en Nybergsund IL-Trysil. In 2010 keerde hij terug in IJsland, waar hij voor KR Reykjavík, Fram Reykjavík, Víkingur Reykjavík en HK Kópavogur speelde. In 2019 beëindigde hij zijn carrière.

### Statistieken
| Seizoen                    | Club                   | Land           | Competitie     | Competitie | Competitie | Beker | Beker | Internationaal | Internationaal | Overig | Overig | Totaal | Totaal |
| Seizoen                    | Club                   | Land           | Competitie     | Wed.       | Dlp.       | Wed.  | Dlp.  | Wed.           | Dlp.           | Wed.   | Dlp.   | Wed.   | Dlp.   |
| -------------------------- | ---------------------- | -------------- | -------------- | ---------- | ---------- | ----- | ----- | -------------- | -------------- | ------ | ------ | ------ | ------ |
| 1999/00                    | FC Utrecht             | Nederland      | Eredivisie     | 0          | 0          | 0     | 0     | –              | –              | –      | –      | 0      | 0      |
| 2000/01                    | FC Utrecht             | Nederland      | Eredivisie     | 0          | 0          | 0     | 0     | –              | –              | –      | –      | 0      | 0      |
| 2001/02                    | FC Utrecht             | Nederland      | Eredivisie     | 0          | 0          | 0     | 0     | –              | –              | –      | –      | 0      | 0      |
| 2002/03                    | TOP Oss                | Nederland      | Eerste divisie | 15         | 1          | ?     | ?     | –              | –              | –      | –      | 15     | 1      |
| 2003/04                    | TOP Oss                | Nederland      | Eerste divisie | 17         | 3          | ?     | ?     | –              | –              | –      | –      | 17     | 3      |
| 2004                       | Víkingur Reykjavík     | IJsland        | Úrvalsdeild    | 15         | 2          | ?     | ?     | –              | –              | ?      | ?      | 15     | 2      |
| 2005                       | → Fylkir Reykjavík     | IJsland        | Úrvalsdeild    | 16         | 5          | ?     | ?     | –              | –              | ?      | ?      | 16     | 5      |
| 2006                       | Víkingur Reykjavík     | IJsland        | Úrvalsdeild    | 18         | 8          | ?     | ?     | –              | –              | ?      | ?      | 18     | 8      |
| 2007                       | Lillestrøm SK          | Noorwegen      | Tippeligaen    | 0          | 0          | 0     | 0     | –              | –              | –      | –      | 0      | 0      |
| 2008                       | → KR Reykjavík         | IJsland        | Úrvalsdeild    | 19         | 1          | 1     | 0     | –              | –              | ?      | ?      | 20     | 1      |
| 2009                       | → Nybergsund IL-Trysil | Noorwegen      | 1. divisjon    | 17         | 1          | ?     | ?     | –              | –              | –      | –      | 17     | 1      |
| 2010                       | KR Reykjavík           | IJsland        | Úrvalsdeild    | 19         | 1          | 4     | 0     | 4              | 0              | 2      | 0      | 29     | 1      |
| 2011                       | KR Reykjavík           | IJsland        | Úrvalsdeild    | 21         | 3          | 4     | 2     | 4              | 1              | ?      | ?      | 29     | 6      |
| 2012                       | KR Reykjavík           | IJsland        | Úrvalsdeild    | 20         | 3          | 5     | 0     | 1              | 0              | ?      | ?      | 26     | 3      |
| 2013                       | Fram Reykjavík         | IJsland        | Úrvalsdeild    | 20         | 2          | 5     | 0     | –              | –              | 7      | 2      | 32     | 4      |
| 2014                       | Fram Reykjavík         | IJsland        | Úrvalsdeild    | 20         | 0          | 2     | 0     | 2              | 0              | 6      | 0      | 30     | 0      |
| 2015                       | Víkingur Reykjavík     | IJsland        | Úrvalsdeild    | 19         | 0          | 3     | 0     | 1              | 0              | 7      | 1      | 30     | 1      |
| 2016                       | Víkingur Reykjavík     | IJsland        | Úrvalsdeild    | 10         | 0          | 0     | 0     | –              | –              | 5      | 1      | 15     | 1      |
| 2017                       | Víkingur Reykjavík     | IJsland        | Úrvalsdeild    | 13         | 0          | 2     | 0     | –              | –              | 4      | 0      | 19     | 0      |
| 2018                       | HK Kópavogur           | IJsland        | 1. deild karla | 13         | 0          | 0     | 0     | –              | –              | 1      | 0      | 14     | 0      |
| 2019                       | HK Kópavogur           | IJsland        | Úrvalsdeild    | 0          | 0          | 0     | 0     | –              | –              | 2      | 0      | 2      | 0      |
| Carrièretotaal             | Carrièretotaal         | Carrièretotaal | Carrièretotaal | 272        | 30         | 26    | 2     | 12             | 1              | 34     | 4      | 344    | 37     |
| Bijgewerkt op 25 juni 2020 |                        |                |                |            |            |       |       |                |                |        |        |        |        |